# 요칸촌
요칸촌(遙堪村)은 일본 시마네현 히카와군에 있던 촌이다. 현재의 이즈모시의 일부에 해당한다.

## 역사
- 1889년 4월 1일 - 정촌제 시행에 의해 간도군 요칸촌이 성립하였다.
- 1896년 4월 1일 - 군의 통합에 의해 히카와군에 소속되었다.
- 1951년 4월 1일 - 다이샤정, 아라키촌. 히노미사키촌. 우사기촌과 합병해 새로운 다이샤정이 신설하여 폐지되었다.

## 참고문헌
- 角川日本地名大辞典 32 島根県
- 『市町村名変遷辞典』東京堂出版、1990年。